# نادي آلبورغ
نادي آلبورغ لكرة القدم 1885 (بالدنماركية: Aalborg Boldspilklub af 1885) هو ناد دنماركي لكرة القدم يقع مقره في مدينة آلبورغ. تأسس في 13 مايو 1885.

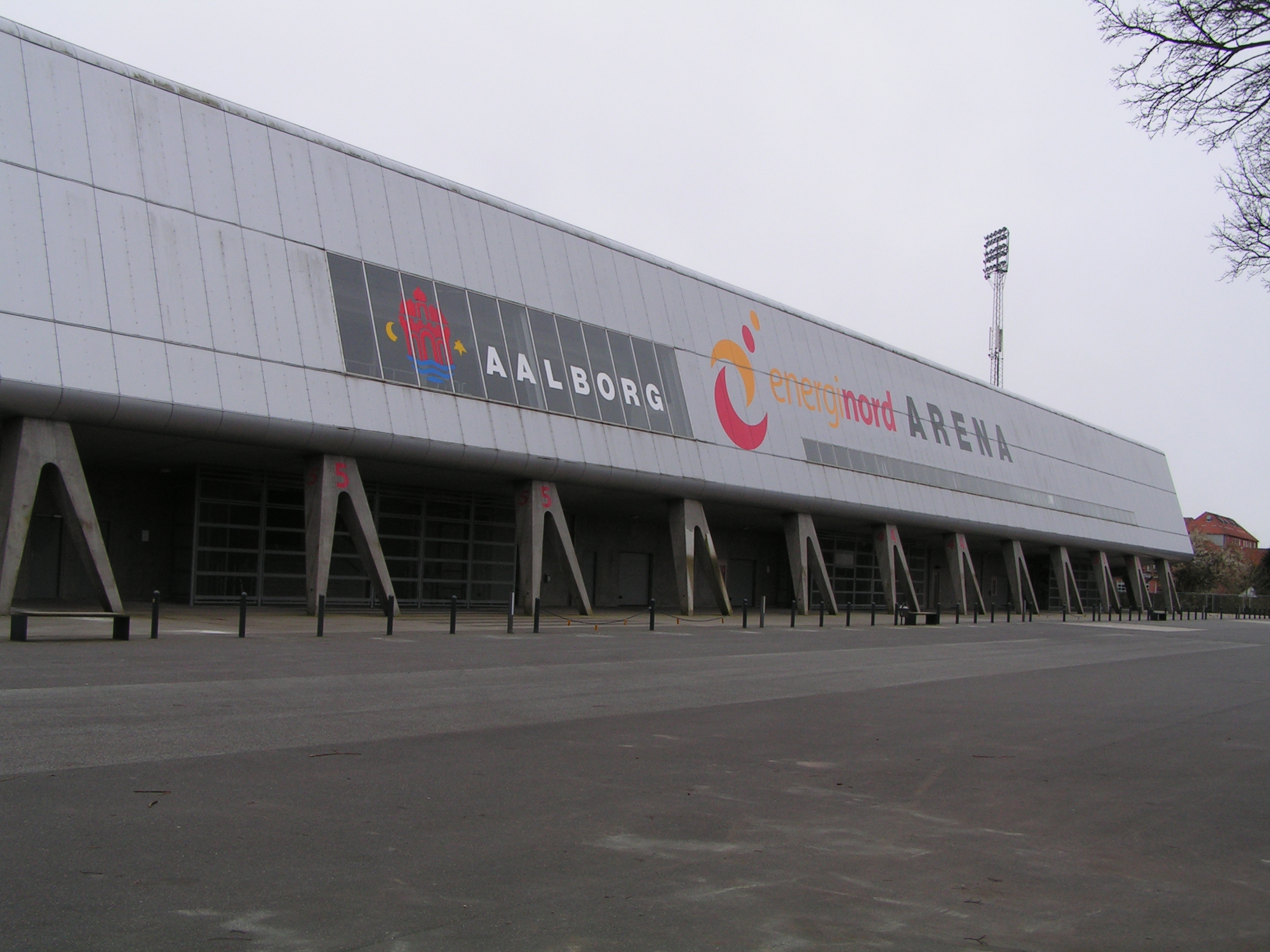
الملعب الرسمي للفريق.

## أهم البطولات

### دوري السوبر الدنماركي
الفائز (4): 1994-95 ، 1998-99 ، 2007-08 ، 2013-14
الوصيف 3 (3): 1935-36 ، 1969 ، 2006-07

### كأس الدانمارك
الفائز (3): 1965-66، 1969-70، 2013-14
الوصيف (8): 1966-67، 1986-87، 1990-91 ، 1992-93 ، 1998-99 ، 1999-2000 ، 2003-04 ، 2008-09

### السوبر الدنماركي
- الوصيف (3): 1995، 1999، 2004

### كأس فياست
- الوصيف (1): 2006